# إدي موسى
إدي موسى (20 آذار 1984 – 1 تموز 2010)، لاعب كرة قدم آشوري-سويدي. يحمل كل من الجنسية السويدية واللبنانية وهو من أصل آشوري.

## المهنية
لعب في السويد نادي آسيريسكا خلال مسيرته بدءاً من عام 2001 حتى وفاته، تمت إعارته لسنة واحدة لنادي فالستا سيريانسكا لموسم 2006-2007. كان يلعب في مركز قلب الهجوم أو في الوسط إلى الأمام.
والده آشوري من لبنان بينما والدته من سوريا، كان قد حصلت مؤخراً على الجنسية اللبنانية ليتمكن من اللعب مع المنتخب الوطني اللبناني.

## الوفاة
في تمام الساعة 2:22 من صباح يوم 1 يوليو / تموز 2010، تم أُطلاق النار على إيدي موسى وشقيقه يعقوب وشخص آخر في مقهى أواسن في سودرتاليا، السويد، ووفقاً لشهود عيان، جاء ثلاثة رجال إلى المبنى وبدأوا في إطلاق النار. ثم فروا على الدراجات البخارية الخاصة بهم. توفي إدي وشقيقه يعقوب موسى بينما أصيب صديقهما بجروح خطيرة.